# Partido Nacionalista (Malta)
El Partido Nacionalista (en maltés: Partit Nazzjonalista, PN) es uno de los principales partidos políticos de Malta. Actualmente es el principal partido de la oposición parlamentaria de Malta. Es de ideología conservadora y está afiliado a nivel regional con el Partido Popular Europeo.

## Historia
En sus primeros años el partido se dividió entre los abstencionistas y contra los abstencionistas. Los abstencionistas renunciaría inmediatamente su cargo en el Consejo de Gobierno inmediatamente después de las elecciones como una protesta en contra de la representación simbólica de los electores en el Consejo, y los abstencionistas anti-favoreció la cooperación con las autoridades coloniales con el fin de trabajar por una mejor constitución.
Tras la Primera Guerra Mundial, una coalición más amplia y más moderados, los malteses Unión Política (UPM), se formó un grupo, pero más radical y pro-italiana, el Partido Democrático Nacionalista (PDN), se separó del grupo principal. Los dos grupos impugnaron las primeras elecciones legislativas de 1921, pero en circunscripciones separadas a fin de no dañar las posibilidades de cada uno. Sin embargo, después de las elecciones de la UPM, que emergió como el partido más votado en la Asamblea Legislativa, escogió del Trabajo como su socio de coalición.
Las partes nuevamente impugnado las elecciones de 1924 por separado aunque en esta ocasión lo hicieron formar una coalición, con el tiempo la fusión en 1926 bajo el antiguo nombre del Partido Nacionalista. Se perdió sus primeras elecciones como un partido reunificado en 1927 para el "Compact", una alianza electoral entre el Partido Constitucional y del Trabajo.
Una crisis constitucional, como resultado de una disputa entre la Iglesia y el Partido Constitucional, significa que las elecciones fueron suspendidas en 1930. Ellos se llevaron a cabo de nuevo en 1932, cuando los nacionalistas salieron victoriosos (21 escaños de un total de 32). Sin embargo, los nacionalistas no duró mucho tiempo en el gobierno. Las autoridades coloniales, preocupados por el aumento de la Italia fascista en el Mediterráneo y África, suspendió la constitución del gobierno y con el pretexto de que las medidas del gobierno para fortalecer la enseñanza de la lengua italiana en las escuelas viola la Constitución.
Los nacionalistas recibieron lo que podría haber sido su golpe de gracia durante la guerra. Su asociación con Italia, el enemigo en tiempos de guerra, que antagoniza con el electorado y su líder, Enrico Mizzi (hijo de Fortunato) fue primero internado y luego exiliado a Uganda durante la guerra, junto con otros partidarios de la otra Parte. El partido ni siquiera competir en las elecciones de 1945 para el Consejo de Gobierno, que por primera vez planteado el Partido del Trabajo de la condición de terceros a la de un partido importante a expensas de los constitucionales.
No obstante, el Partido Nacionalista sobrevivió y en su primera prueba electoral importante, las elecciones legislativas de 1947, se las arregló para mantenerse por delante de varios fragmentos que se habían formado de la gente que no quería ser asociado con el grupo principal. En las siguientes elecciones de 1950, una división muy perjudicial se produjo en las filas del Partido Laborista del gobierno que resulta en dos partidos: el Partido Laborista de Malta (MLP) y el Partido de los Trabajadores de Malta (PCM). Esto ayudó a los nacionalistas a ser el partido más votado en la Asamblea Legislativa y formar un gobierno minoritario que, aunque de corta duración, volvió a constituir el Partido Nacionalista como un partido político importante. Enrico Mizzi fue juramentado como el primer ministro, pero murió después de tres meses en diciembre.
Dos elecciones subsiguientes se realizaron en 1951 y 1953, donde los nacionalistas formaron coaliciones de corta duración con el Partido de los Trabajadores de Malta (que, a lo largo de los años, finalmente se desintegró). El partido perdió las elecciones de 1955 para los laboristas y los años siguientes dirigió la campaña contra la propuesta del Gobierno laborista para la integración con Gran Bretaña. Integración fracasado en gran parte porque Gran Bretaña perdió interés después del fiasco de Suez y la constitución fue revocada de nuevo en 1958 después de los disturbios masivos más despidos en los diques secos de Malta.
Una nueva constitución fue promulgada en 1961. Los nacionalistas, encabezados por George Borg Olivier ganó las elecciones de 1962, luchó en gran medida por la cuestión de la independencia y que tiene como telón de fondo un segundo político-religiosa que la crisis esta vez entre la Iglesia y el Partido del Trabajo. La independencia se logró en 1964 y el Partido fue devuelto a la oficina en las elecciones de 1966. Perdió las elecciones de 1971 por un estrecho margen y perdió de nuevo en 1976.
En las elecciones de 1981, el partido, ahora liderado por Eddie Fenech Adami, logró la mayoría absoluta de votos para la primera vez desde 1933, pero no obtuvo una mayoría parlamentaria y así se mantuvo en la oposición. La crisis siguió con los diputados del partido que se niegan a tomar sus asientos. Las enmiendas a la Constitución en 1987 significó que el partido fue votado en la oficina de ese mismo año.
En 1990, el gobierno solicitó formalmente a unirse a la Comunidad Europea. Un programa de gran rabia de las inversiones públicas y la liberalización significó la vuelta a la oficina con una mayoría más amplia en 1992. Sin embargo, el partido fue derrotado en las elecciones de 1996. La temporada en la oposición iba a durar sólo 22 meses ya que el gobierno pronto perdió su mayoría de un escaño. El partido ganó las elecciones de 1998 de manera convincente, una hazaña que se repitió en 2003, tras las conclusiones de las negociaciones de adhesión con la Unión Europea en 2002. Malta se unió a la Unión Europea en 2004. El Partido Nacionalista ganó estrechamente las elecciones generales de 2008.
Desde su independencia en 1964, el Partido Nacionalista ha ganado la mayoría absoluta de votos emitidos en cinco de las diez elecciones generales, en 1981 (a pesar de que no obtuvo la mayoría parlamentaria), 1987, 1992, 1998 y 2003. En el año 1966 y 2008 lo ganó con una mayoría relativa.
Durante los primeros años del siglo 21, el Partido Nacionalista se embarcó en un proyecto de reconstrucción de su sede en La Piedad. Este proyecto fue realizado el 21 de junio de 2008, cuando fue inaugurado por Lawrence Gonzi.

## Líderes
- 1880-1905 Fortunato Mizzi
- 1905–1926 Enrico Mizzi
- 1926-1942 Ugo Pasquale Mifsud (Primer ministro: 1924-27, 1932-33) y Enrico Mizzi
- 1942-1944 Giorgio Borg Olivier
- 1944-1950 Enrico Mizzi (Primer ministro: 1950)
- 1950-1977 Giorgio Borg Olivier (Primer ministro: 1950-1955, 1962-1971)
- 1977-2004 Eddie Fenech Adami (Primer ministro: 1987-1996, 1998-2004)
- 2004-2013 Lawrence Gonzi (Primer ministro: 2004-2013)
- 2013–2017 Simon Busuttil
- 2017–2020 Adrian Delia
- 2020–presente Bernard Grech

## Resultados electorales
| Año   | Votos          | %              | Resultado      | +/-            | Gobierno             |
| ----- | -------------- | -------------- | -------------- | -------------- | -------------------- |
| 1927  | 14.321 (#1)    | 41,50          | 13/32          | 2              | Oposición            |
| 1932  | 28.777 (#1)    | 59,57          | 21/32          | 8              | Gobierno en mayoría  |
| 1939  | 11.618 (#2)    | 33,06          | 3/10           | 18             | Oposición            |
| 1945  | No se presentó | No se presentó | No se presentó | No se presentó | No se presentó       |
| 1947  | 19.041 (#2)    | 18,05          | 7/40           | 7              | Oposición            |
| 1950  | 31.431 (#1)    | 29,62          | 12/40          | 5              | Gobierno en minoría  |
| 1951  | 39.946 (#2)    | 35,47          | 15/40          | 3              | Gobierno (coalición) |
| 1953  | 45.180 (#2)    | 38,14          | 18/40          | 3              | Gobierno (coalición) |
| 1955  | 48.514 (#2)    | 40,21          | 17/40          | 1              | Oposición            |
| 1962  | 63.262 (#1)    | 42,00          | 25/50          | 8              | Gobierno en minoría  |
| 1966  | 68.656 (#1)    | 47,89          | 28/50          | 3              | Gobierno en mayoría  |
| 1971  | 80.753 (#2)    | 48,05          | 27/55          | 1              | Oposición            |
| 1976  | 99.551 (#2)    | 48,46          | 31/65          | 4              | Oposición            |
| 1981  | 114.132 (#1)   | 50,92          | 31/65          | Sin cambios    | Oposición            |
| 1987  | 119.721 (#1)   | 50,90          | 35/69          | 4              | Gobierno en mayoría  |
| 1992  | 127.932 (#1)   | 51,77          | 34/65          | 1              | Gobierno en mayoría  |
| 1996  | 124.864 (#2)   | 47,80          | 34/69          | Sin cambios    | Oposición            |
| 1998  | 137.037 (#1)   | 51,81          | 35/65          | 1              | Gobierno en mayoría  |
| 2003  | 146.172 (#1)   | 51,79          | 35/65          | Sin cambios    | Gobierno en mayoría  |
| 2008  | 143.468 (#1)   | 49,34          | 35/69          | Sin cambios    | Gobierno en mayoría  |
| 2013  | 132.426 (#2)   | 43,34          | 30/69          | 5              | Oposición            |
| 2017a | 135.696 (#2)   | 43,68          | 28/67          | 2              | Oposición            |
| 2022  | 123.233 (#2)   | 41,74          | 29/67          | 1              | Oposición            |

a En coalición con el Partido Demócrata.